# William Maddison
William John Maddison (ur. w 1882 w Newham, zm. 10 czerwca 1924 w Westcliff-on-Sea) – brytyjski żeglarz sportowy, medalista olimpijski.
Podczas letnich igrzysk olimpijskich w Antwerpii (1920) zdobył, wspólnie z Cyrilem Wrightem, Robertem Colemanem i Dorothy Wright (załoga jachtu Ancora), złoty medal w żeglarskiej klasie 7 metrów.
William Maddison był synem budowniczego z Southend i wykonywał ten sam zawód. W czasie igrzysk olimpijskich dołączył do załogi Cyrila Wrighta. Podobnie jak inni żeglarze tego jachtu, był członkiem Royal Burnham Yacht Club. Zmarł w 1924 roku w wieku 41 lat, zaledwie trzy dni po regatach East Coast One-Design na rzece Crouch (organizowanych przez Royal Caledonian Yacht Club), w których zajął II miejsce we własnym jachcie Nancy.